# Basingstoke
Basingstoke – miasto w Wielkiej Brytanii (południowa Anglia), w północno-wschodniej części hrabstwa Hampshire, nad rzeką Loddon. Basingstoke położone jest 77 km na południowy zachód od Londynu i 48 km na północ od Southampton. W 2021 roku miasto liczyło 117 210 mieszkańców. Basingstoke jest wspomniana w Domesday Book (1086) jako Basingstoches.
Z Basingstoke pochodzi Gabriella Wilde, brytyjska modelka i aktorka.